# دينا ذو الفقار
دينا ذو الفقار (ولدت في 22 أبريل 1962)، هي ناشطة في مجال حقوق الحيوان والحياة البرية في مصر. وهي عضو الاتحاد الدولى لحماية الحيوان بهولندا. ذو الفقار هي أيضاً ابنة المخرج السينمائي الراحل عز الدين ذو الفقار والممثلة كوثر شفيق.

## دراستها وحياتها العملية

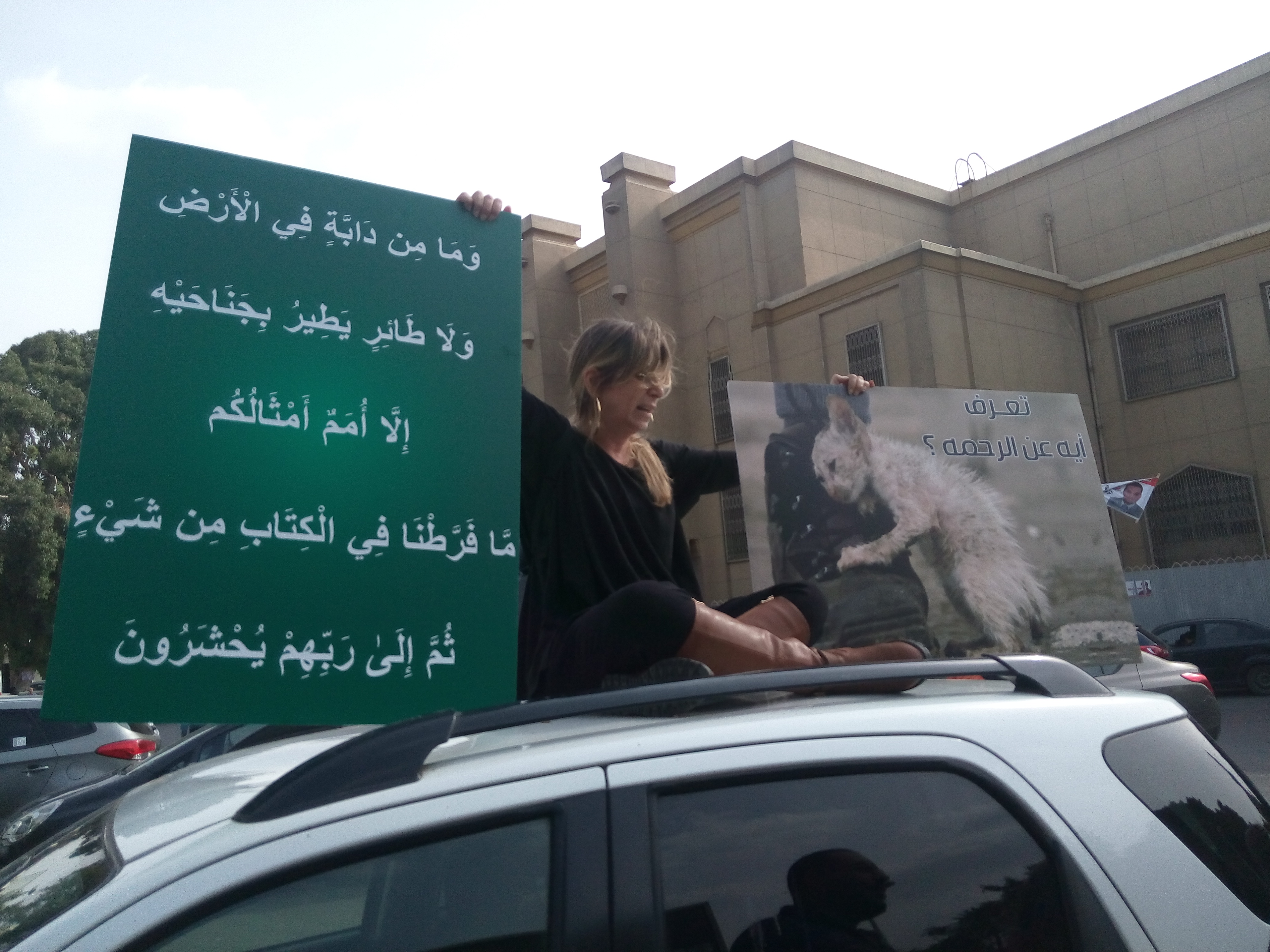
دينا ذو الفقار في عام 2013

تخرجت من جامعة القاهرة في عام 1983 تخصص إدارة أعمال، عملت في مكتب التعاون العسكري الأمريكي بمصر، وأنشأت موقع مشاهير العرب ثم شركة توزيع أفلام في مصر وفرنسا، وتفرغت بعد ذلك لحقوق الحيوان. وفي الفترة الأخيرة طالبت دينا ذو الفقار بوضع مواد في الدستور المصري للرفق بالحيوان والحفاظ على الحياة البرية، كما تطالب بتحسين الظروف المعيشية للحيوانات داخل حدائق الحيوان وتطبيق المعايير الدولية.